# لي هيوز
لي هيوز (بالإنجليزية: Lee Hughes)‏ (22 مايو 1976 المملكة المتحدة - ) هو لاعب كرة قدم بريطاني يلعب كمهاجم.

## وصلات خارجية
لي هيوز على موقع قاعدة بيانات كرة القدم.إي يو (الإنجليزية)
- لي هيوز على موقع Soccerbase.com (لاعب) (الإنجليزية)
- لي هيوز على موقع Soccerway.com (الإنجليزية)
- لي هيوز على موقع عالم كرة القدم.نت (الإنجليزية)